# Sarehole

Sarehole est un quartier du district de Hall Green, à Birmingham, en Angleterre (autrefois situé dans le Worcestershire, mais rattaché à la municipalité de Birmingham en 1911). Sarehole, dont le nom ne figure plus dans les adresses, était un hameau qui a donné son nom à une ferme (aujourd'hui disparue) et à un moulin. Il s'étendait du gué de Green Lane vers le sud pendant un mile, le long de la rivière Cole jusqu'aux Dingles. Le conseil municipal de Birmingham a nommé John Morris Jones Walkway une partie du chemin le long de la Cole jusqu'au moulin, du nom d'un historien local.
John Ronald Reuel Tolkien y a vécu enfant, dans les années 1890 ; le quartier a influencé l'image du pays vert et paisible de la Comté qu'il décrit dans ses romans. Le Moseley Bog (en) voisin (maintenant une réserve naturelle) a probablement servi d'inspiration pour la Vieille Forêt - et la colline sur laquelle le Spring Hill College est bâti - qui, même aujourd'hui, selon la légende locale, est traversée de tunnels secrets - pourrait facilement être devenue la demeure de Cul-de-Sac.
Le moulin de Sarehole, qui a aussi influencé le jeune Tolkien, est un moulin à eau, actuellement transformé en musée, dans le Shire Country Park. Au XVIIIe siècle le moulin fut loué par Matthew Boulton, un des pionniers de la révolution industrielle et personnage important de la Lunar Society, pour de l'expérimentation scientifique.

## Sources
- (en) Cet article est partiellement ou en totalité issu de l’article de Wikipédia en anglais intitulé « Sarehole » (voir la liste des auteurs).
- (en) Hall Green and Hereabout, John Morris JONES, ed. Michael Byrne 1989 , (Birmingham Libraries Catalogue)
- (en)  Here and Then - The past of Our District, John Morris JONES, (Birmingham Libraries Catalogue)